# Покровка (Калужская область)
Покровка — деревня в Козельском районе Калужской области. Входит в состав Сельского поселения «Деревня Киреевское-Первое».
Расположено примерно в 4 км к востоку от деревни Слаговищи.

## Население
На 2010 год население составляло 7 человек.